# LA 라이엇
LA 라이엇(영어: LA Riot)는 미국 캘리포니아주 로스앤젤레스를 연고로 하는 3on3리그인 BIG3 소속 농구 팀이다.